# 半蔵門病院
半蔵門病院（はんぞうもんびょういん）は、東京都千代田区麹町一丁目にある病院。正式名称は医療法人社団茂恵会半蔵門病院である。

## 沿革
- 1975年 - 開設

## 診療科
- 一般内科
- 一般外科
- アレルギー・呼吸器内科
- 泌尿器科
- 循環器内科
- 血管外科
- 大腸外科
- 糖尿外来
- 東洋医学理学療法
- 人間ドック
- 定期健康診断

## 医療機関の指定等
- 保険医療機関
- 労災保険指定医療機関
- 指定自立支援医療機関（更生医療）
- 生活保護法指定医療機関
- 公害医療機関

## 交通アクセス
- 東京メトロ半蔵門線半蔵門駅出口(3)より徒歩2分・出口(5)より徒歩3分
- 東京メトロ有楽町線麹町駅出口（3）より徒歩5分
- 都営バス都03「半蔵門」下車1分

## 関連人物
- 手塚治虫 - 最期をここで過ごした。